# Большая Инта
Больша́я Инта́ (коми Ыджыд Инта) — река в Республике Коми, правый приток реки Косью (бассейн Усы).
Длина реки — 105 км, площадь водосборного бассейна — 1180 км². Протекает по территории городского округа Инта.

## Этимология
Название происходит от ненецкого и"(д) («вода») и суффикса -та: инта — «полноводная река» (вероятно, река так названа в сравнении с Косью, ненецкое название которой означает «сухая, мелководная река»).

## Физико-географическая характеристика
Берёт начало в местности Тундра Пясяда на отрогах Приполярного Урала. В верховьях течёт на северо-северо-восток, далее течёт на северо-запад. В нижней части протекает по заболоченной низменности — русло здесь извилистое со множеством стариц, на берегах расположены город Инта и посёлок Юсьтыдор. Впадает в Косью по правому берегу в 38 км от его устья и в 13 км к северо-западу от города.
Значительная часть бассейна покрыта тайгой. В бассейне также находится посёлок Верхняя Инта.
В среднем течении реку пересекает ж.-д. линия Котлас — Воркута.

### Притоки
В реку впадает 61 приток.
(от устья, в скобках указана длина в км)
- 16 км лв: Чёрный (34)
- 26 км лв: Угольная (26)
- 38 км пр: Нюр (13)
- 52 км пр: Анкудин-Ёль (Оленья) (40)
- 68 км пр: Медвежка (27)
- 72 км лв: Тангабцешор (Миссурица) (22)
- 87 км пр: без названия (10)

## Антропогенное воздействие
Имеется плотина (с автодорожным переходом) на реке в Инте, в 6 км к востоку от города русло перегорожено водосливом водозабора. Воды реки используются в том числе для нужд Интинской ТЭЦ.
Нижнее течение реки подвергается серьёзному загрязнению стоками города, собственных вод реки не хватает для разбавления стоков до нормального состояния.

## Данные водного реестра
По данным государственного водного реестра России относится к Двинско-Печорскому бассейновому округу, водохозяйственный участок — Уса, речной бассейн — Печора, речной подбассейн — Уса.
Код водного объекта — 03050200112103000069832.